# Auguste Maillard
Auguste Maillard (nacido en París el 15 de junio de 1864 y fallecido en Neuilly-sur-Seine el 19 de agosto de 1944, fue un escultor francés.